# MF Estelle
MF Estelle är en elektriskt driven, tolv meter lång passagerarfärja med katamaranskrov. Den färdigställdes våren 2023 och trafikerar en rutt över Riddarfjärden i Mälaren i Stockholm mellan Norr Mälarstrand och Söder Mälarstrand. Bryggorna ligger på kajen nedanför Kungsholmstorg på Kungsholmen och nära Münchenbryggeriet på Södermalm.
Färjelinjen drivs under varumärket Zeam av det norska rederiet Torghatten AS, vilket sedan 2022 ingår i Nordic Ferry Infrastructure. Fartyget har byggts på det norska varvet Brødrene Aa i Hyen.
Fartyget är batteridrivet och har också solpaneler monterade på taket.
Enligt Torghattens marknadsföring är avsikten är att färjan så småningom ska styras helt från ett kontrollrum på land med en teknik för självseglande fartyg från det norska teknologiföretaget Zeabuz AS i Trondheim. Detta skulle emellertid kräva en ändring av förordningar för sjösäkerhet vilka idag kräver att passagerarfartyg enbart får framföras med ombordvarande personal, bland annat för att hantera sjönödssituationer.

## Trafik
Estelle sattes i trafik 12 juni 2023. Trafiken har inte varit kontinuerlig då den sedan starten drabbats av ett flertal driftsuppehåll.

## Bilder

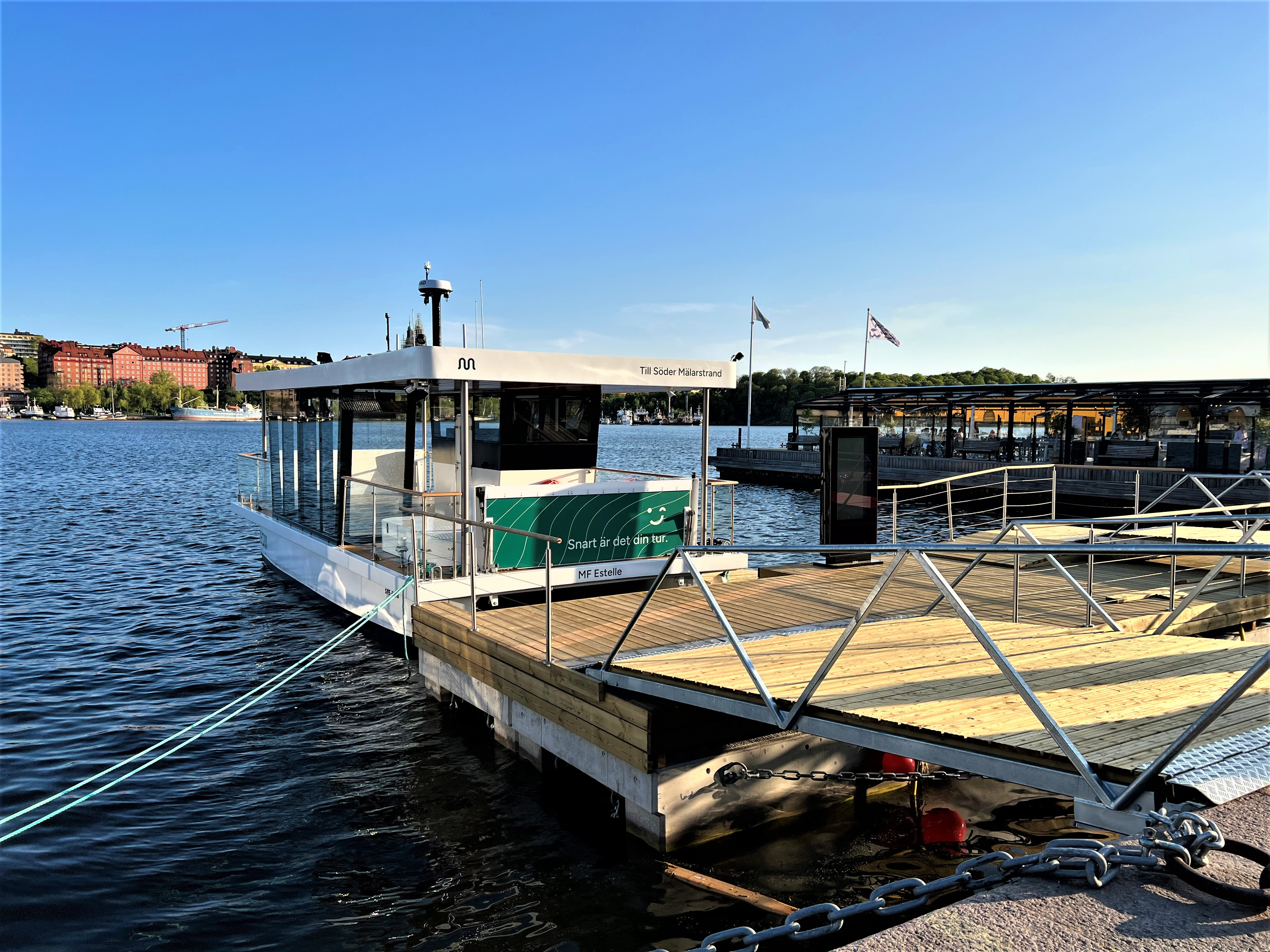
MF Estelle förtöjd vid sin hållplats på Kungsholmen
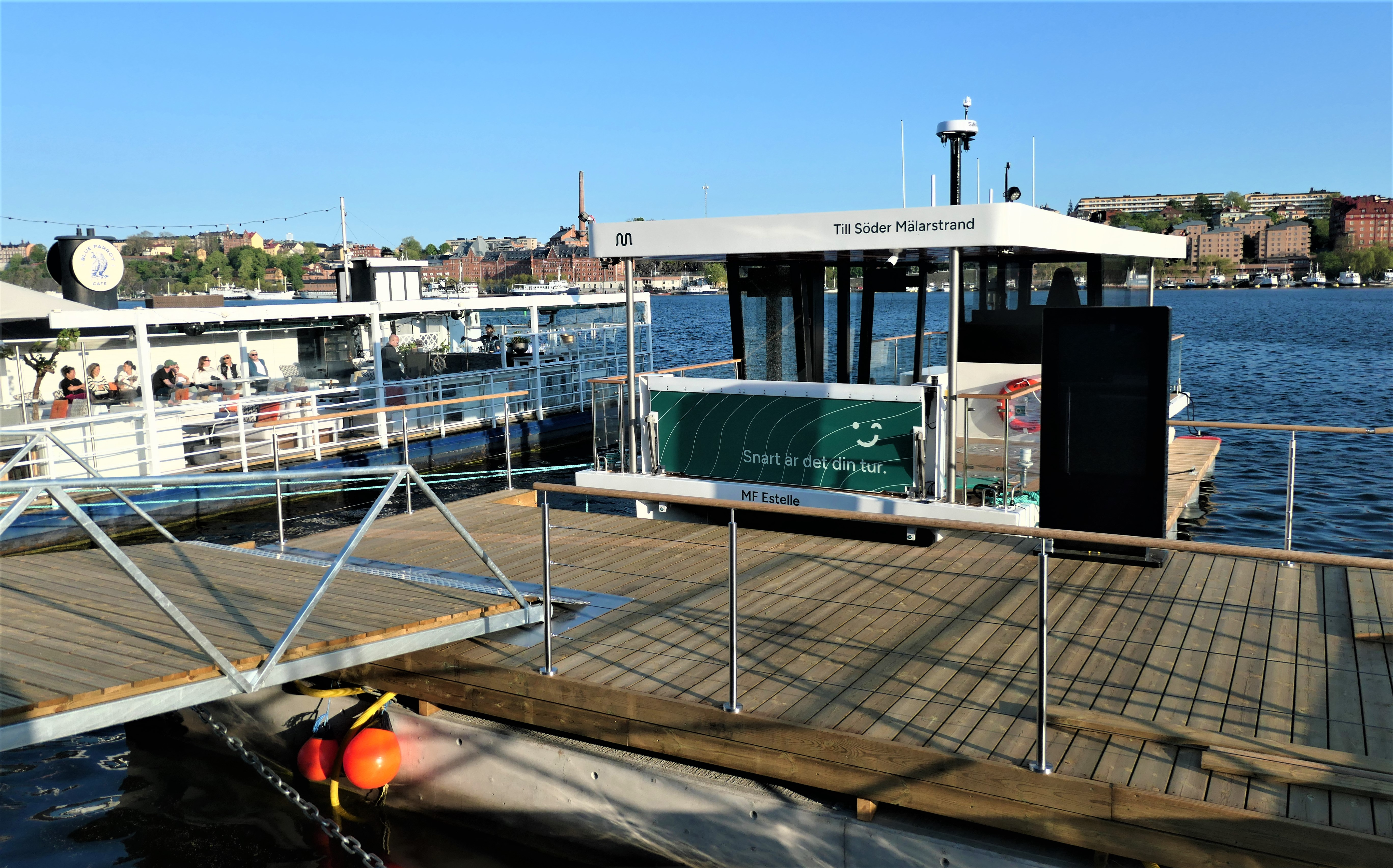
MF Estelle
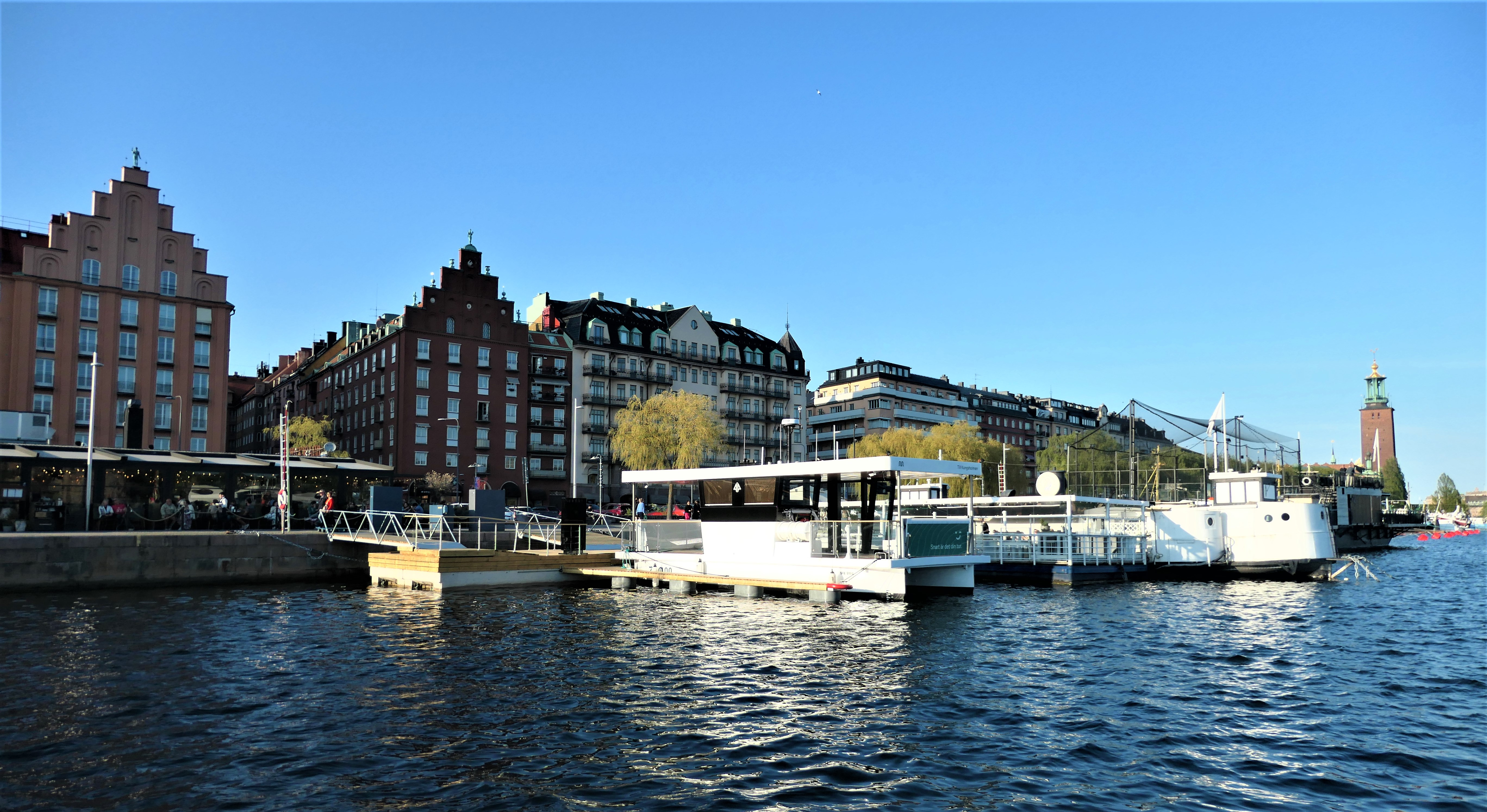
Kajen vid Norr Mälarstrand, med MF Estelles hållplats